# Bulbophyllum trichaete
Bulbophyllum trichaete là một loài phong lan thuộc chi Bulbophyllum.